# Лазиська (Опольське воєводство)
Лазиська (пол. Łaziska, нім. Lasisk) — село в Польщі, у гміні Ємельниця Стшелецького повіту Опольського воєводства.
Населення — 604 особи (2011).

## Демографія
Демографічна структура станом на 31 березня 2011 року:
|          | Загалом | Допрацездатний вік | Працездатний вік | Постпрацездатний вік |
| -------- | ------- | ------------------ | ---------------- | -------------------- |
| Чоловіки | 299     | 63                 | 191              | 45                   |
| Жінки    | 305     | 40                 | 179              | 86                   |
| Разом    | 604     | 103                | 370              | 131                  |